# Jordi Dot Vila
Jordi Dot Vila (n. Vich, Barcelona, 16 de febrero de 1975) fue un jugador de fútbol profesional español y actual entrenador de fútbol del AEC Manlleu. 

## Biografía
Jordi Dot debutó como futbolista en 1993 con el UE Vic. Posteriormente pasó por el AEC Manlleu, RCD Espanyol "B" y el CE Sabadell FC, donde jugó durante dos temporadas antes de ser traspasado al Terrassa FC. En su primera temporada con el club consiguió el ascenso a Segunda División de España en la temporada 2001/02 tras jugar la promoción de ascenso a segunda división. Tras dos años fue traspasado de nuevo al CE Sabadell FC, donde permaneció otros dos años. Ya en 2005 fue fichado por el AEC Manlleu durante una temporada, antes de jugar para el Girona FC, club en el que se retiró en 2008 consiguiendo un nuevo ascenso a segunda división.
Tras su retiro como futbolista, Jordi dedicó su carrera profesional a ser entrenador. Debutó como segundo entrenador del UE Olot en 2011. Ya en 2012 el AEC Manlleu, club en el que jugó como futbolista, se hizo con los servicios del entrenador.

## Clubes

### Como futbolista
| Club             | País   | Año         | Partidos | Goles |
| ---------------- | ------ | ----------- | -------- | ----- |
| UE Vic           | España | 1993 - 1994 |          |       |
| AEC Manlleu      | España | 1994 - 1997 | 56       | 0     |
| RCD Espanyol "B" | España | 1998 - 1999 | 13       | 0     |
| CE Sabadell FC   | España | 1999 - 2001 | 36       | 2     |
| Terrassa FC      | España | 2001 - 2003 | 37       | 0     |
| CE Sabadell FC   | España | 2003 - 2005 | 67       | 3     |
| Girona FC        | España | 2005 - 2008 | 84       | 6     |
| AEC Manlleu      | España | 2008 - 2009 | 36       | 3     |
| UE Olot          | España | 2009 - 2010 | 28       | 2     |

### Como entrenador
| Club                         | País   | Año         |
| ---------------------------- | ------ | ----------- |
| UE Olot (Segundo entrenador) | España | 2011 - 2012 |
| AEC Manlleu                  | España | 2012 - 2014 |

## Palmarés
Terrassa FC
- Segunda División B de España: 2001/02

Girona FC
- Segunda División B de España: 2007/08